# Oncostemum crenatum
Oncostemum crenatum är en viveväxtart som beskrevs av Carl Christian Mez. Oncostemum crenatum ingår i släktet Oncostemum och familjen viveväxter. Inga underarter finns listade i Catalogue of Life.